# Zelená Hora
Zelená Hora är en ort i Tjeckien.   Den ligger i regionen Södra Mähren, i den östra delen av landet, 210 km öster om huvudstaden Prag. Zelená Hora ligger 366 meter över havet och antalet invånare är 233.
Terrängen runt Zelená Hora är platt åt nordost, men åt sydväst är den kuperad.Runt Zelená Hora är det ganska tätbefolkat, med 60 invånare per kvadratkilometer. Närmaste större samhälle är Prostějov, 17,4 km norr om Zelená Hora. Trakten runt Zelená Hora består till största delen av jordbruksmark.